# Autoritratto come allegoria della Pittura
Autoritratto come allegoria della Pittura è un dipinto a olio su tela (98,6 x 75,2 cm) realizzato nel 1638-39 dalla pittrice italiana Artemisia Gentileschi. È conservato a Londra a Kensington Palace.

## Storia e descrizione
Il quadro - firmato con la sigla A.G.F., dove la F dovrebbe stare per "Fecit" - era nella collezione di re Carlo I. Disperso dopo la esecuzione del re, fu poi recuperato al tempo della Restaurazione e da allora è rimasto nelle collezioni reali.
Si tratta di una splendida Allegoria della Pittura, eseguita quasi fedelmente in accordo ai canoni iconografici descritti nella Iconologia di Cesare Ripa (1611): la Pittura è personificata da una donna che porta al collo una lunga catena d'oro con un medaglione in forma di maschera, ha i capelli neri un po' scarmigliati, indossa una veste di colore cangiante, tiene con una mano il pennello e con l'altra la tavolozza.
Pur seguendo precisi dettami iconografici, questa Allegoria mostra una impaginazione di grande originalità: la donna è raffigurata di fianco, con il braccio destro ampiamente sollevato, per raggiungere una invisibile tela su cui tutta la sua attenzione si concentra.
Se - come si ritiene - la donna raffigurata è la stessa Artemisia, la pittrice avrà dovuto impiegare due diversi specchi, opportunamente angolati, per ritrarsi in quella posizione. L'idea che l'Allegoria sia anche un autoritratto è ampiamente accettata dalla critica, pur con qualche dubbio sulle reali sembianze dell'artista.
Che aspetto aveva Artemisia Gentileschi? Non è facile rispondere con precisione alla domanda, dal momento che dei numerosi autoritratti citati nella sua corrispondenza (uno eseguito per Cassiano dal Pozzo, un altro per don Antonio Ruffo di Sicilia e altri ancora) non si hanno più tracce. Un presunto autoritratto, conservato nella Galleria Nazionale d'Arte Antica di Roma, è stato di recente escluso dal catalogo dell'artista.
Potrebbero invece descrivere il suo aspetto un'incisione di Jérome David oggi alla Bibliotheque Nationale de France (che ricorda più da vicino l'Allegoria dell'Inclinazione, che non la donna raffigurata in questa tela) e un dipinto di Simon Vouet (rimasto nella collezione privata degli eredi di Cassiano del Pozzo) che si ritiene debba essere il ritratto di Artemisia (con i capelli ramati raccolti in una raffinata acconciatura, che ricorda da vicino quella della Giuditta che decapita Oloferne, degli Uffizi). La critica accetta inoltre l'identificazione di Artemisia con la Martire dipinta su una tavoletta lignea, oggi in collezione privata.
Vi sono poi le tante eroine bibliche che compaiono nei quadri della pittrice, ove si pensa che ricorrano i suoi tratti somatici: le guance piene, le labbra carnose, il mento volitivo. Gli stessi tratti ricorrono anche in questa Allegoria.
Se i colori dei capelli sono stati mutati al nero per ragioni di conformità iconografica, si può anche pensare che, sempre sfruttando la libertà offerta dal dover dipingere non un autoritratto ma una allegoria, Artemisia - che, se è corretta la datazione del quadro, doveva avere tra i quarantacinque e i quarantasei anni - non abbia resistito alla tentazione di rappresentarsi più giovane.
Ma proprio rinunciando alla impaginazione classica degli autoritratti, che serviva a celebrare lo status sociale dell'artista, quella che emerge dalla tela è l'immagine straordinariamente suggestiva di una Artemisia innamorata della sua arte e che ad essa si affida perché preservi la sua creatività.